# Soleimane Frangié
Pour les articles homonymes, voir Frangié.
Ne doit pas être confondu avec Sleiman Frangié.
 (mars 2014).
Si vous disposez d'ouvrages ou d'articles de référence ou si vous connaissez des sites web de qualité traitant du thème abordé ici, merci de compléter l'article en donnant les références utiles à sa vérifiabilité et en les liant à la section « Notes et références ».
Soleimane Frangié (arabe : سليمان فرنجية), parfois orthographié Sleiman Frangieh, Franjieh, ou Franjiyeh (15 juin 1910 - 23 juillet 1992), a été président de la République libanaise de 1970 à 1976. Sa présidence a vu le début de la guerre civile qui a fait rage de 1975 à 1990, mais aussi le début de l'occupation militaire syrienne qui a duré jusqu'en 2005.

## Biographie

### Éducation
Soleimane Frangié est issue d'une grande famille libanaise, la famille Frangié. Il a fréquenté l'école De-La-Salle à Tripoli, l'école Saint-Joseph à Zghorta, et le lycée Aintoura à Kirswan, avant de passer ses examens à l'université jésuite de Beyrouth. Il se lança ensuite dans le secteur de l'import-export.
Frangié a été brièvement arrêté en 1957 quand il a été impliqué dans le meurtre de plusieurs membres d'un clan rival. Il s'enfuit en Syrie, où il noue des relations avec Hafez el-Assad, qui devint plus tard président de la Syrie. Les charges contre lui sont bientôt levées, mais il ne retourne au Liban qu'en 1960, pour occuper au parlement le poste de représentant de la commune de Zghorta, près de Tripoli, succédant ainsi à son frère Hamid Beik Frangié qui doit abandonner la politique active en octobre 1957 à la suite d'une hémorragie cérébrale.
Frangié a été réélu au parlement en 1964 et 1968. Durant sa décennie au parlement, il a occupé de nombreux postes de ministre (Postes, télégraphes et téléphones, Agriculture, Intérieur, Justice, Économie et Fonction publique).

### Carrière politique

#### Élection présidentielle de 1970
Durant la plus secrète et probablement la plus controversée des élections présidentielles de l'histoire du Liban, l'Assemblée nationale élit Frangié à la présidence de la République le 17 août 1970. Il doit sa victoire sur Elias Sarkis au revirement de dernière minute du camp de Kamal Joumblatt, dont les députés votèrent pour Frangié. Se posant en candidat du consensus, Frangié obtint le soutien aussi bien de la droite, de la gauche et de toutes les factions religieuses ; rien n'unissait vraiment ses partisans, mis à part la promesse de maintenir un système semi-féodal qui concentrait le pouvoir entre les mains de chefs de clans locaux nommés zaiyms, système que beaucoup de zayims pressentaient en voie de changement à cause des réformes déjà entreprises par Charles Hélou et Fouad Chéhab, réformes que Sarkis avait promis de continuer. La victoire de Frangié est aussi due à un coup de force parlementaire : après un troisième ballottage des résultats du scrutin : 49/49, des hommes de main envoyés par son fils, Tony Frangié, forcèrent le président du parlement (qui, par tradition, s'abstenait) à voter en faveur de Frangié.
La présidence de Frangié a été largement caractérisée par une corruption généralisée à tous les niveaux. Aux dires de certains Libanais, il plaça ses hommes de son fief de Zghorta, bien que incompétents dans les différents postes de l'administration libanaise. Quand il dut choisir un Premier ministre, il posa comme condition que son fils ait un portefeuille de ministre.

#### Années de guerre civile
Au début de la guerre civile, Frangié a entretenu une armée privée, nommée brigade Marada, sous le commandement de son fils Tony. Il participa d'abord au Front libanais, un mouvement de droite, mais au début 1978, il s'écarta de ce mouvement à cause des liens tacites avec Israël que ce dernier avait noué. En juin 1978, son fils Tony est assassiné avec sa famille par des miliciens des Forces libanaises. Son influence s'en trouva limitée par la suite.
Frangié resta un allié de la Syrie. Il essaya de faire un retour en politique en 1988, mais l'Assemblée nationale, n'a pu l'investir faute de quorum, à la suite du boycott des parlementaires chrétiens sous la houlette des milices des forces libanaises. Il mourut le 23 juillet 1992, deux ans après la fin de la guerre civile.

### Vie privée
Enfant d'une des principales familles maronites de Zghorta, Frangié était le second fils de Kabalan Soleimane Frangié, lui-même député au parlement, et de Lamia Raffoul. Son grand-père, Kabalan Frangié, a été gouverneur du district. Frangié a eu cinq enfants avec sa femme égyptienne, Iris Handaly. Après que son frère Hamid Frangié eut été forcé de se retirer de la vie publique pour des raisons de santé, il succéda à celui-ci à la tête du clan Frangié. Son petit-fils, Sleiman Frangié, a été ministre de l’Intérieur de 2004 à 2005 et il est perçu comme l’une des personnalités politiques les plus fidèles au régime syrien.